# 圣索沃尔 (上阿尔卑斯省)
圣索沃尔（法語：Saint-Sauveur，法語發音：[sɛ̃ sovœʁ] ⓘ）是法国上阿尔卑斯省的一个市镇，属于加普区。

## 地理
圣索沃尔（44°32'27"N, 6°31'13"E）面积24.18 平方千米，位于法国普罗旺斯-阿尔卑斯-蓝色海岸大区上阿尔卑斯省，该省份为法国东南部内陆省份，北起萨瓦省，西北接伊泽尔省，西南接德龙省，南至上普罗旺斯阿尔卑斯省，东北部与意大利接壤。
与圣索沃尔接壤的市镇（或旧市镇、城区）包括：巴拉捷、克雷武、昂布兰、莱索尔、圣安德烈当布兰。

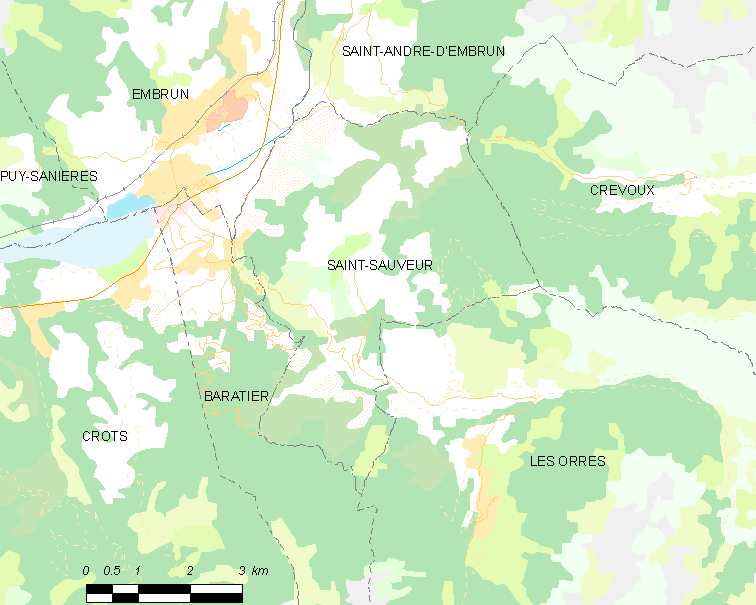
的OSM定位图

圣索沃尔的时区为UTC+01:00、UTC+02:00（夏令时）。

## 行政
圣索沃尔的邮政编码为05200，INSEE市镇编码为05156。

## 政治
圣索沃尔所属的省级选区为昂布兰县。

## 人口

1962-2008年间人口变化图示

圣索沃尔于2022年1月1日时的人口数量为493人。